# Martia
Martia (Proba) oder Marcia  ist eine legendäre Königin der Britonen aus der Zeit zwischen der Eroberung Roms durch die Kelten (387 v. Chr.) und Caesars Britannienfeldzügen (55 v. Chr.). Martia ist ausschließlich in der pseudohistorischen Historia regum Britanniae („Geschichte der Könige Britanniens“) des Geoffrey von Monmouth erwähnt. Ihre Geschichte wird dort im 3. Buch in Kapitel 13 erzählt. Am Anfang von Kapitel 14
wird sie von Geoffrey von Monmouth als „extrem intelligent und äußerst praktisch“ charakterisiert.

## Historia regum Britanniae, Buch 3.13
Zu Geoffrey von Monmouth gibt es keinen einheitlich und zuverlässig überlieferten Originaltext. Die folgende Darstellung folgt der Ausgabe und Übersetzung von Lewis Thorpe.
Der ebenso legendäre König Guithelin hat als Frau eine Adlige namens Martia, die in den Künsten bewandert ist und ihre natürlichen kreativen Talente zur Schaffung vieler außergewöhnlicher Dinge nutzt. Darunter zählt auch die Formulierung eines Gesetzestextes für die Britonen, der Lex Martiana genannt wird. König Alfred der Große nutzte und übersetzte ihn zusammen mit anderen Texten ins Sächsische (siehe Domboc). Dabei wurde die Bezeichnung fälschlich in Mercia-Gesetz verändert. Nach dem Tod des Guithelin verbleibt die Herrschaft bei seinem Sohn Sisillius. Da der zu dem Zeitpunkt aber erst sieben Jahre alt ist, wird Martia Regentin über die ganze Insel. Nach ihrem Tod wird Sisillius dann zum König gekrönt.

## Sonstiges
Judy Chicago widmete ihr eine Inschrift auf den dreieckigen Bodenfliesen des Heritage Floor ihrer Installation The Dinner Party. Die mit dem Namen Martia Proba beschrifteten Porzellanfliesen sind dem Platz mit dem Gedeck für Brigida von Kildare zugeordnet.